# Линовский сельсовет
Линовский сельсовет — административная единица на территории Пружанского района Брестской области Беларуси.

## Состав
Линовский сельсовет включает 26 населённых пунктов:
- Арабьи — деревня.
- Бакуны — деревня.
- Винец — деревня.
- Воротное — деревня.
- Долгое — деревня.
- Загорье — деревня.
- Задворяны — деревня.
- Заневичи — деревня.
- Интернациональный — посёлок.
- Концики — деревня.
- Круглое — деревня.
- Кулики — деревня.
- Куплин — деревня.
- Линово — агрогородок.
- Кутневичи — деревня.
- Млынок — деревня.
- Николаевичи — деревня.
- Олишевичи — деревня.
- Обеч — деревня.
- Ольшаны — деревня.
- Оранчицы — деревня.
- Полонное Заболотье — деревня.
- Репехи — деревня.
- Смоляны — деревня.
- Ткачи — деревня.
- Туловщина — деревня.